# Кондратьєвка
Кондра́тьєвка (рос. Кондратьевка) — село у складі району імені Лазо Хабаровського краю, Росія. Адміністративний центр Кондратьєвського сільського поселення.

## Населення
Населення — 350 осіб (2010; 419 у 2002).
Національний склад (станом на 2002 рік):
- росіяни — 87 %